# Aluminium, notre poison quotidien
Pour plus de détails, voir Fiche technique et Distribution.
Aluminium, notre poison quotidien est un film documentaire réalisé en 2011 par la réalisatrice française Valérie Rouvière, et la journaliste Émilie Helmbacher.
Produit par Ligne de Mire Production avec la participation de France Télévisions, il est diffusé pour la première fois sur France 5 le 22 janvier 2012,,.

## Synopsis
Le documentaire présente les différentes études et travaux réalisés sur la toxicité de l'aluminium et son utilisation dans le domaine agro-alimentaire.
Le docteur Pierre Souvet, président de l'Association santé environnement France (ASEF), explique que de son point de vue, « alerter les populations sur la toxicité de l’aluminium me paraît important. C’est un produit inutile. […] Il n’apporte rien à l’organisme, si ce n’est des ennuis ».
Le documentaire militant indique que l'accumulation de cet élément dans le corps humain a des effets neurotoxiques, augmentant le risque de maladie d'Alzheimer ou causant une maladie infectieuse rare, la myofasciite à macrophages, syndrome identifié depuis 1993,.
L'association de consommateurs Que Choisir, comme le docteur Pierre Souvet, dénonce l'utilisation de l'aluminium dans l'alimentation :
- agent levant dans la boulangerie industrielle (pains et viennoiserie)[7],[2] ;
- agent de blanchiment dans des pains de mie très blancs[7] ;
- conservateur dans les charcuteries et plats préparés[7],[2] ;
- anti-agglomérant dans le sel de cuisine[7],[2] ;
- colorant dans les confiseries[7],[2].

Il est également précisé qu'aucun texte ne contraint les industriels à afficher les quantités utilisées de cet élément, ni ne fixe de limite à ces usages. L'Autorité européenne de sécurité des aliments conseille depuis 2008 aux consommateurs de ne pas dépasser la dose hebdomadaire d'aluminium (1 milligramme par semaine et par kilo corporel).
Le documentaire pose la question du remplacement des vaccins au phosphate de calcium (inoffensif) par ceux à l'aluminium.
Le professeur Romain Gherardi, neuropathologiste à l'hôpital universitaire de Créteil, annonce en s'appuyant sur les recherches déjà menées : « sur les métaux, on a des histoires qui se répètent. Ce qui est arrivé pour le plomb, le mercure et l'amiante arrivera pour l'aluminium »,.